# Live at the Whisky
Live at the Whisky – drugi oficjalny album koncertowy zespołu Kansas, wydany w 1992. Jest rejestracją koncertu grupy w klubie Whisky w Los Angeles w USA, który odbył się 5 kwietnia 1992. Dodatkowe nagranie zostało zarejestrowane w Cleveland w 1975. Podczas koncertu w utworze "Dust in the Wind" na gitarze gościnnie zagrał jeden z byłych wieloletnich członków założycieli zespołu Kansas, gitarzysta, klawiszowiec, kompozytor, aranżer i autor tekstów Kerry Livgren.

## Lista utworów
Album zawiera utwory:
1. Introduction – 1:04
2. "Howling At The Moon" from Magnum Opus – 1:31
3. Paradox – 4:11
4. Point Of Know Return – 4:44
5. Song For America – 8:57
6. The Wall – 6:07
7. Hold On – 4:18
8. Dust In The Wind – 3:52
9. Miracles Out Of Nowhere – 6:30
10. Mysteries And Mayhem – 4:54
11. Portrait – 5:45
12. Carry On Wayward Son – 6:51
13. Down The Road – 5:51
14. Bonus: Lonely Street  – 6:28

## Skład zespołu
Twórcami albumu są:
- Steve Walsh – wokal
- David Ragsdale – skrzypce, gitara
- Rich Williams – gitary
- Billy Greer – gitara basowa
- Phil Ehart – perkusja
- Greg Robert – instrumenty klawiszowe

Gościnnie:
- Kerry Livgren – gitara (utwory: 8,12,14)